# Верблюдки

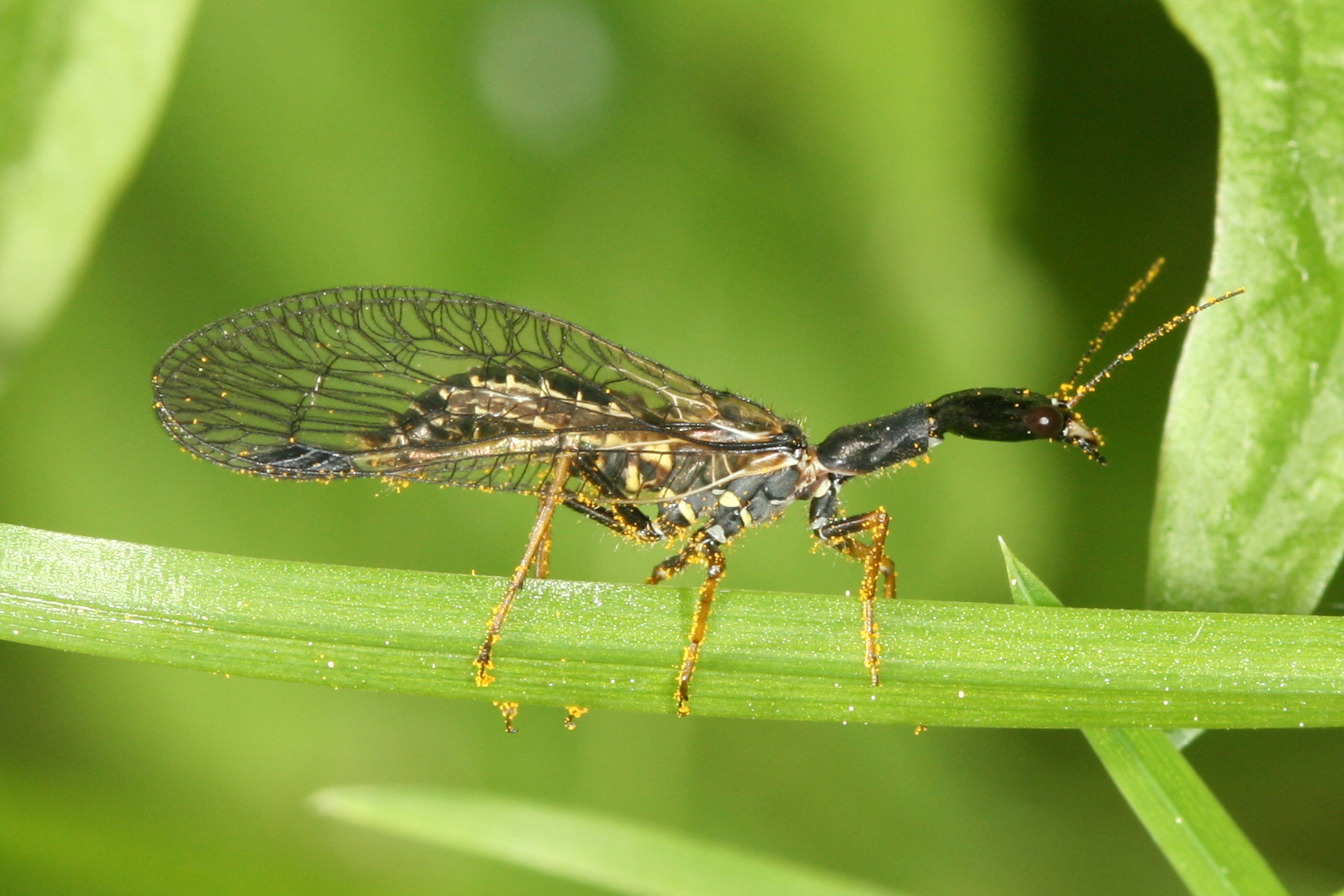
Phaeostigma notata

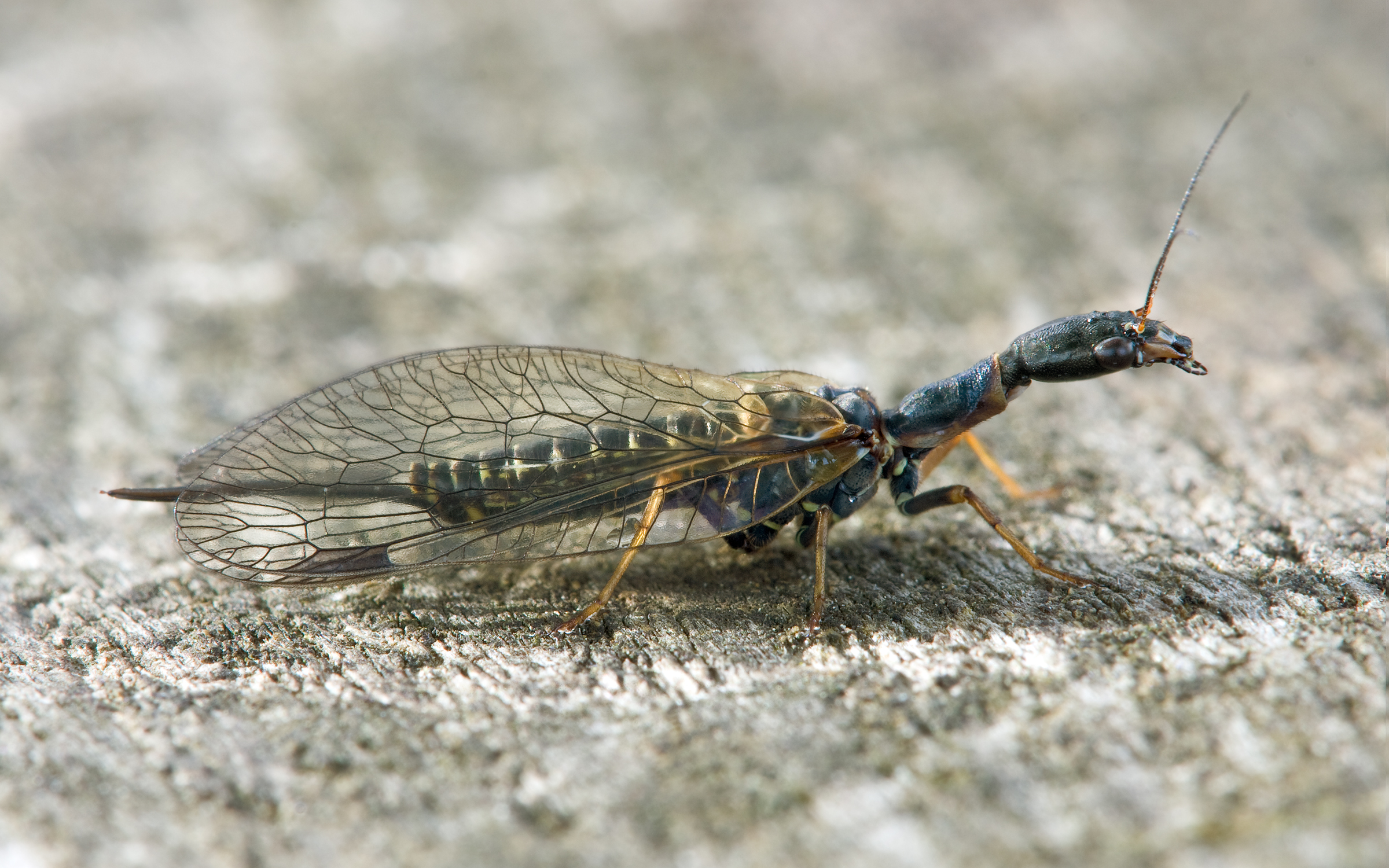
Самка Phaeostigma major

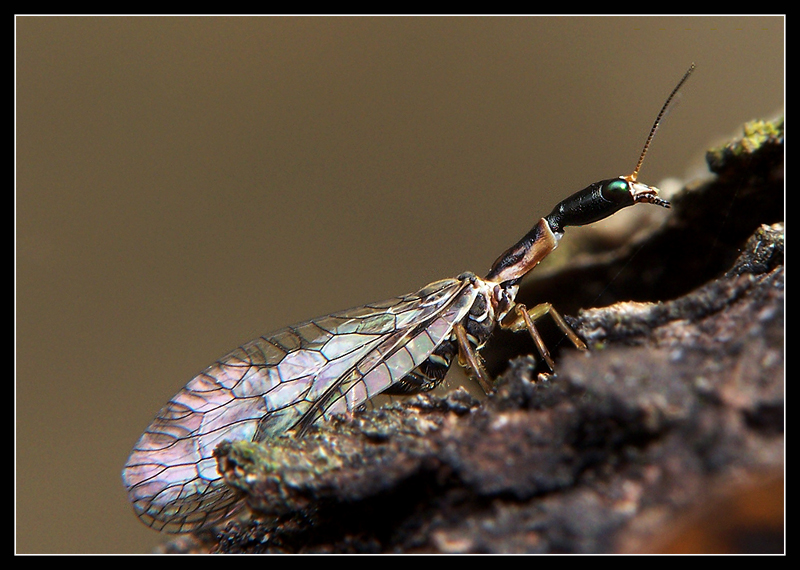
Ornatoraphidia flavilabris

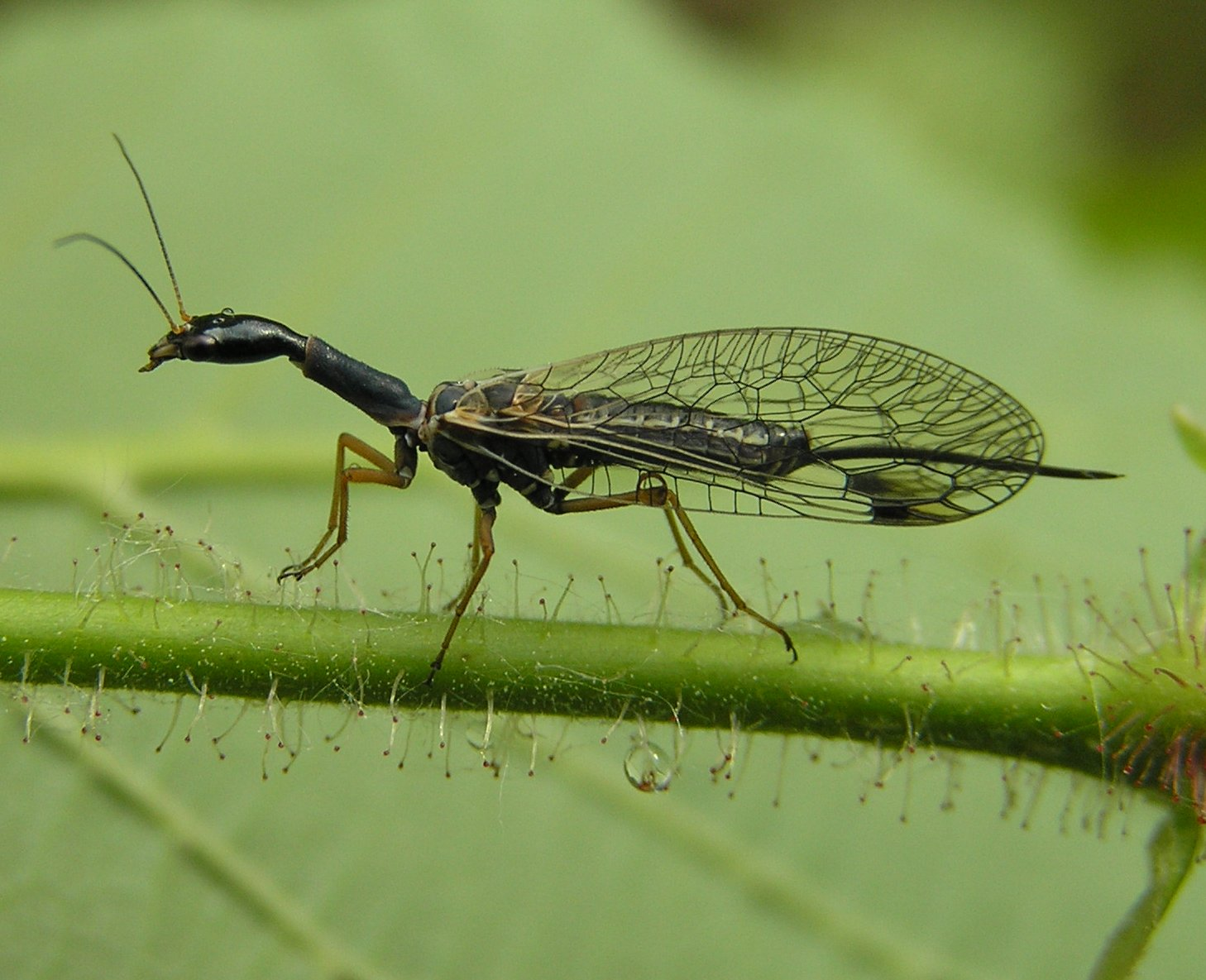
Самка Dichrostigma flavipes на фоне яиц

Верблюдки (лат. Raphidioptera) — отряд хищных насекомых.
В настоящее время учёными описаны 271 вид, включая 87 ископаемых видов, принадлежащих двум существующим и четырём ископаемым семействам. Появились в юрском периоде.
Название отряда произошло из-за характерного профиля переднего конца тела, напоминающего шею и голову верблюда.

## Описание
Имеют удлинённое тело, вытянутую голову и длинную переднеспинку. У верблюдок две пары сетчатых крыльев, имеющих практически одинаковые размеры. Самки, как правило, имеют длинный яйцеклад.
Обитают в лесах средней полосы в Америке и в Евразии. Как личинки, так и взрослые особи являются хищниками. Питаются тлями, гусеницами, личинками других насекомых. Имеют практическое значение, уничтожая вредителей лесных насаждений, в частности, кладки непарного шелкопряда.
Развитие с полным превращением.
| |  |
| Личинка верблюдки. Личинка, напавшая на кокон муравья. Куколка верблюдки и её сброшенная личиночная шкурка |  |

## Генетика
Число хромосом у верблюдок не варьирует: диплоидные числа у шести исследованных видов равны 12.

## Систематика
Следующие морфологические характеристики позволяют отличить верблюдок от прочих отрядов насекомых:
- Удлинённый проторакс.
- Выдвинутые глаза, длинные антенны и мандибулы.
- Две пары одинаковых крыльев.
- Брюшко состоящее из десяти сегментов без церок.
- Удлинённый яйцеклад.

В отряде 2 современных (Inocelliidae и Raphidiidae) и 4 вымерших семейства.
- Подотряд Raphidiomorpha
  - † Семейство Alloraphidiidae Carpenter, 1967
    - † Род Alloraphidia Carpenter, 1967 (Юрский и Меловой периоды; Канада, Китай, Монголия, Россия)
    - † Род Archeraphidia Ponomarenko, 1988 (Юрский и Меловой периоды; Россия, Монголия)
    - † Род Pararaphidia Willmann, 1994 (Юрский и Меловой периоды; Россия, Монголия)

  - † Семейство Baissopteridae Martynova, 1961
    - † Род Austroraphidia Willmann, 1994 (Меловой период; Бразилия)
    - † Род Baissoptera Martynova, 1961 (Юрский и Меловой периоды; Бразилия, Китай, Россия)
    - † Род Cretinocellia Ponomarenko, 1988 (Меловой период; Монголия)
    - † Род Cretoraphidia Ponomarenko, 1993 (Юрский период-Меловой период; Россия)
    - † Род Cretoraphidiopsis Engel, 2002 (Меловой период; Монголия)
    - † Род Lugala Willmann, 1994 (Меловой период; Монголия)

  - Семейство Inocelliidae
    - Род Inocellia
      - Inocellia crassicornis

    - Род Negha
      - Negha inflata
      - Negha meridionalis

  - Семейство Raphidiidae
    - Род Agulla
      - Agulla adnixa

    - Род Dichrostigma
      - Dichrostigma flavipes

    - Род Mongoloraphidia
      - Mongoloraphidia manasiana

    - Род Phaeostigma
      - Phaeostigma major
      - Phaeostigma notata

    - Род Subilla
      - Subilla confinis

    - Род Xanthostigma
      - Xanthostigma xanthostigma

  - † Семейство Mesoraphidiidae Martynov, 1925 (= Huaxiaraphidiidae, Sinoraphidiidae, Jilinoraphidiidae)
    - † Род Baisoraphidia Ponomarenko, 1993 (Юрский и Меловой периоды; Россия)
    - † Род Cantabroraphidia Pérez-de la Fuente et al., 2010 (Меловой период; Испания)
    - † Род Huaxiaraphidia Hong, 1992 (Меловой период; Китай)
    - † Род Jilinoraphidia Hong and Chang, 1989 (Меловой период; Китай)
    - † Род Kezuoraphidia Willmann, 1994 (Меловой период; Китай)
    - † Род Mesoraphidia Martynov, 1925 (Юрский и Меловой периоды; Китай, Казахстан, Монголия, США)
    - † Род Metaraphidia Whalley, 1985 (Юрский период; Англия, Германия)
    - † Род Nanoraphidia Engel, 2002 (Меловой период; Мьянма)
    - † Род Proraphidia Martynova, 1947 (Юрский и Меловой периоды; Англия, Казахстан, Испания)
    - † Род Siboptera Ponomarenko, 1993 (Юрский и Меловой периоды; Китай, Россия)
    - † Род Sinoraphidia Hong, 1982 (Юрский период; Китай)
    - † Род Xuraphidia Hong, 1992 (Меловой период; Китай)
- † Подотряд Priscaenigmatomorpha Engel, 2002
  - † Семейство Priscaenigmatidae Engel, 2002
    - † Род Hondelagia Bode, 1953 (Юрский период; Германия)
    - † Род Priscaenigma Whalley, 1985 (Юрский период; Англия)
- † Подотряд Siarapha
  - † Семейство Nanosialidae Shcherbakov, 2013
    - † Род Nanosialis Shcherbakov, 2013 (Пермский период; Россия)
      - † Nanosialis ponomarenkoi Shcherbakov, 2013
      - † Nanosialis bashkuevi Shcherbakov, 2013

    - † Род Lydasialis Shcherbakov, 2013
      - † Lydasialis micheneri Shcherbakov, 2013

    - † Род Hymega Shcherbakov, 2013
      - † Hymega rasnitsyni Shcherbakov, 2013

    - † Род Raphisialis Shcherbakov, 2013
      - † Raphisialis martynovi Shcherbakov, 2013